# Amblyglyphidodon batunaorum
Amblyglyphidodon batunaorum là một loài cá biển thuộc chi Amblyglyphidodon trong họ Cá thia. Loài này được mô tả lần đầu tiên vào năm 1995.

## Từ nguyên
Từ định danh ban đầu của loài, batunai, được đặt theo họ của Hanny Batuna và Inneke Batuna, chủ nhân của khu resort Manado Murex, là những người đã hỗ trợ công tác hậu cần trong chuyến đi của Allen đến vịnh Manado vào năm 1994, cũng là nơi mà mẫu định danh được thu thập.
Năm 2020, danh pháp của loài này được chuyển thành A. batunaorum bởi Fricke và các cộng sự, vì hàm ý của danh pháp rõ ràng là tri ân cả hai người chứ không phải riêng một Batuna.

## Phạm vi phân bố và môi trường sống
A. batunaorum được ghi nhận ở hầu hết vùng biển các nước Đông Nam Á hải đảo, trải dài xuống phía nam đến bờ biển Tây Úc và Lãnh thổ Bắc Úc, mở rộng về phía đông đến một số đảo quốc thuộc châu Đại Dương là Papua New Guinea, Palau và Liên bang Micronesia (cụ thể là tại Yap và Chuuk).
A. batunaorum đặc biệt sống gần những rạn san hô nhánh Acropora ở vùng biển ngoài khơi và trong các đầm phá, độ sâu đến ít nhất là 15 m.

## Loài nguy cấp
Theo Liên minh Bảo tồn Thiên nhiên Quốc tế (IUCN), có khoảng 30% đến 50% quần thể các loài san hô Acropora ở khu vực phân bố của A. batunaorum đang đứng trước nguy cơ bị tuyệt chủng. Do phụ thuộc vào môi trường sống san hô Acropora, hơn 30% quần thể của A. batunaorum được ước tính đã biến mất. Vì thế, loài này đang được xếp vào Loài sắp nguy cấp.

## Mô tả
A. batunaorum có chiều dài cơ thể tối đa được biết đến là 10 cm. Cơ thể của A. batunaorum có màu bạc, thường có các vệt màu xanh lam tím trên mặt và ngực. Nhiều cá thể còn có thêm một vệt sẫm màu ở rìa trên của gốc vây đuôi.
Số gai ở vây lưng: 13; Số tia vây ở vây lưng: 11–12; Số gai ở vây hậu môn: 2; Số tia vây ở vây hậu môn: 12–14.
A. batunaorum là loài chị em với Amblyglyphidodon ternatensis. Trước khi được công nhận là loài hợp lệ thì A. batunaorum được xem là một biến thể kiểu màu của A. ternatensis.

## Sinh thái học
Trứng của loài này được dính chặt vào nền tổ (trên các nhánh san hô), được cá đực và cá cái bảo vệ và chăm sóc. Chúng thường hợp thành nhóm trên các nhánh san hô.